# ماريا بيا كونت
ماريا بيا كونت (بالإيطالية: Maria Pia Conte)‏ هي ممثلة إيطالية، ولدت في 10 مارس 1944 في لافانيا في إيطاليا.

## وصلات خارجية
- ماريا بيا كونت على موقع IMDb (الإنجليزية)
- ماريا بيا كونت على موقع ألو سيني (الفرنسية)
- ماريا بيا كونت على موقع أول موفي (الإنجليزية)
- ماريا بيا كونت على موقع قاعدة بيانات الفيلم (الإنجليزية)
- ماريا بيا كونت على موقع كينوبويسك (الروسية)